# Setonix brachyurus
Chuột túi lùn đuôi ngắn, còn gọi là Quokka (/ˈkwɒkə/), tên khoa học Setonix brachyurus, là một loài động vật có vú trong họ Macropodidae, bộ Hai răng cửa. Loài này được Quoy & Gaimard mô tả năm 1830.
Giống như loài thú có túi khác trong họ macropodidae (như con chuột túi và kanguru chân to), quokka là động vật ăn cỏ và chủ yếu sinh hoạt về đêm. Quokka có thể được tìm thấy trên một số đảo nhỏ ngoài khơi bờ biển Tây Úc, đặc biệt ở đảo Rottnest ngay ngoài khơi Perth và đảo Bald gần Albany và chúng thường xuất hiện với vẻ mặt hạnh phúc. Một quần thể đại lục nhỏ tồn tại trong khu vực bảo vệ bảo tồn thiên nhiên Two People nơi chúng cùng tồn tại với potoroo Gilbert.
Kích thước của một chú Quokka trung bình từ 40 – 90 cm, trong khi chiếc đuôi của chúng dài khoảng 25 – 30 cm, cân nặng tầm 2,5 – 5 kg. Chúng rất thích leo trèo trên những cây nhỏ và cây bụi.

## Hình ảnh

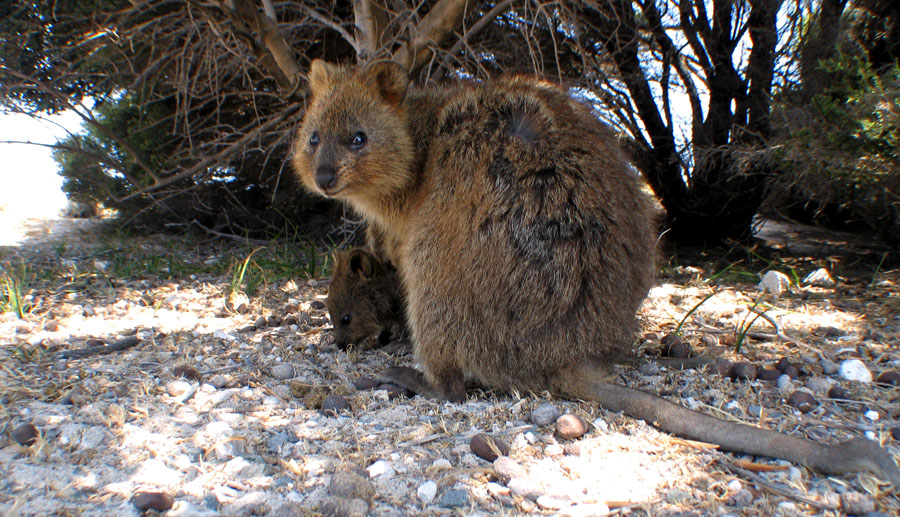
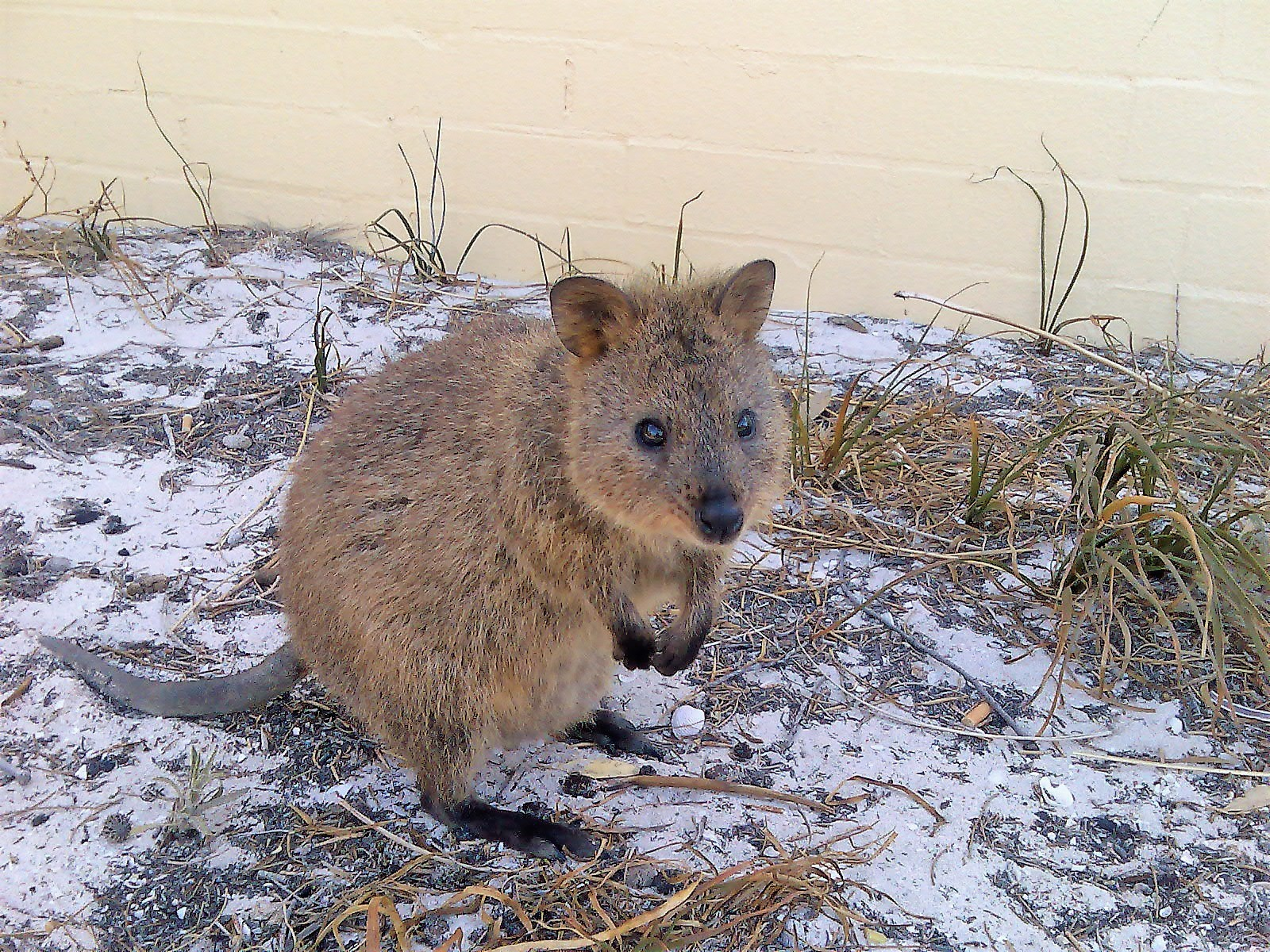
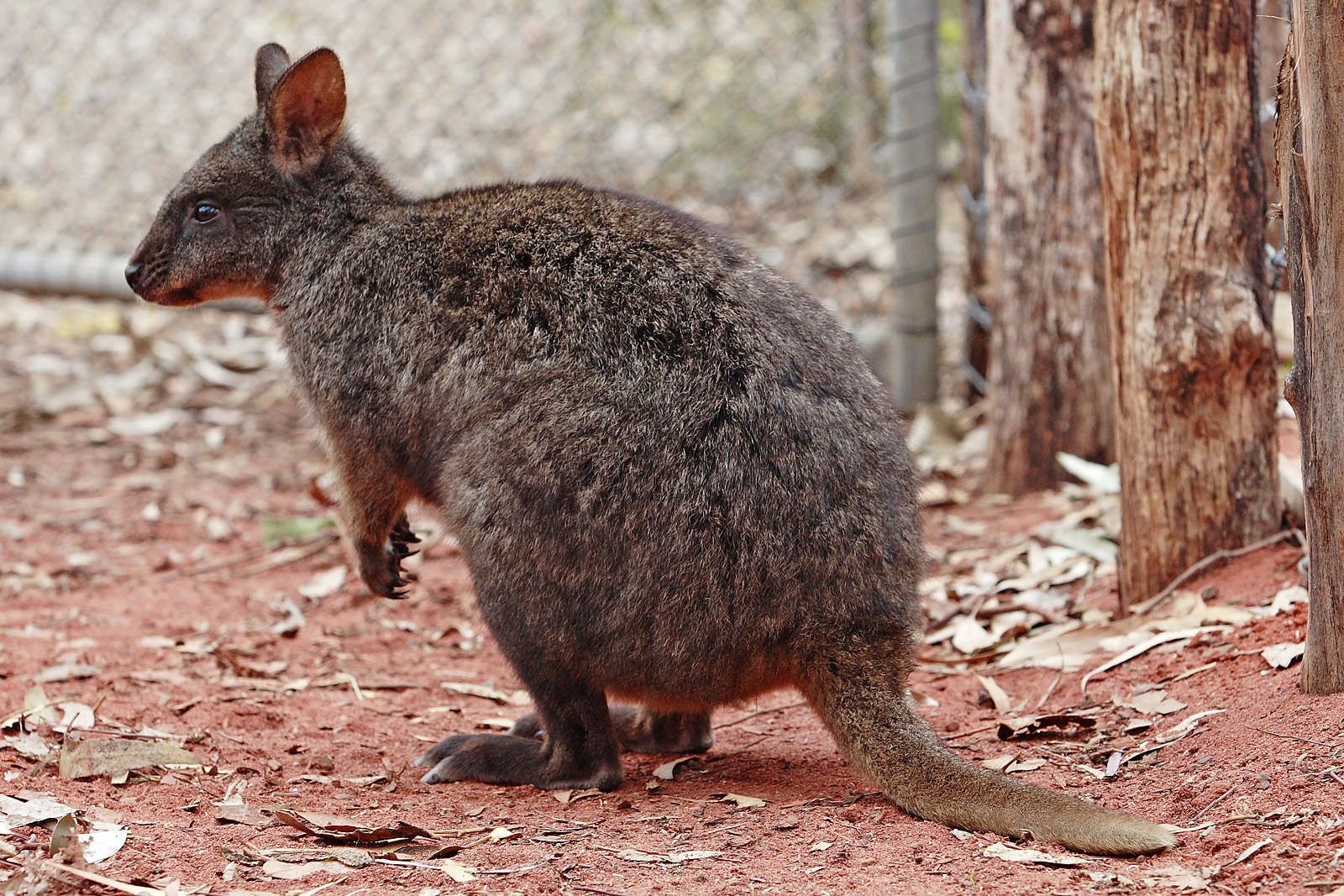
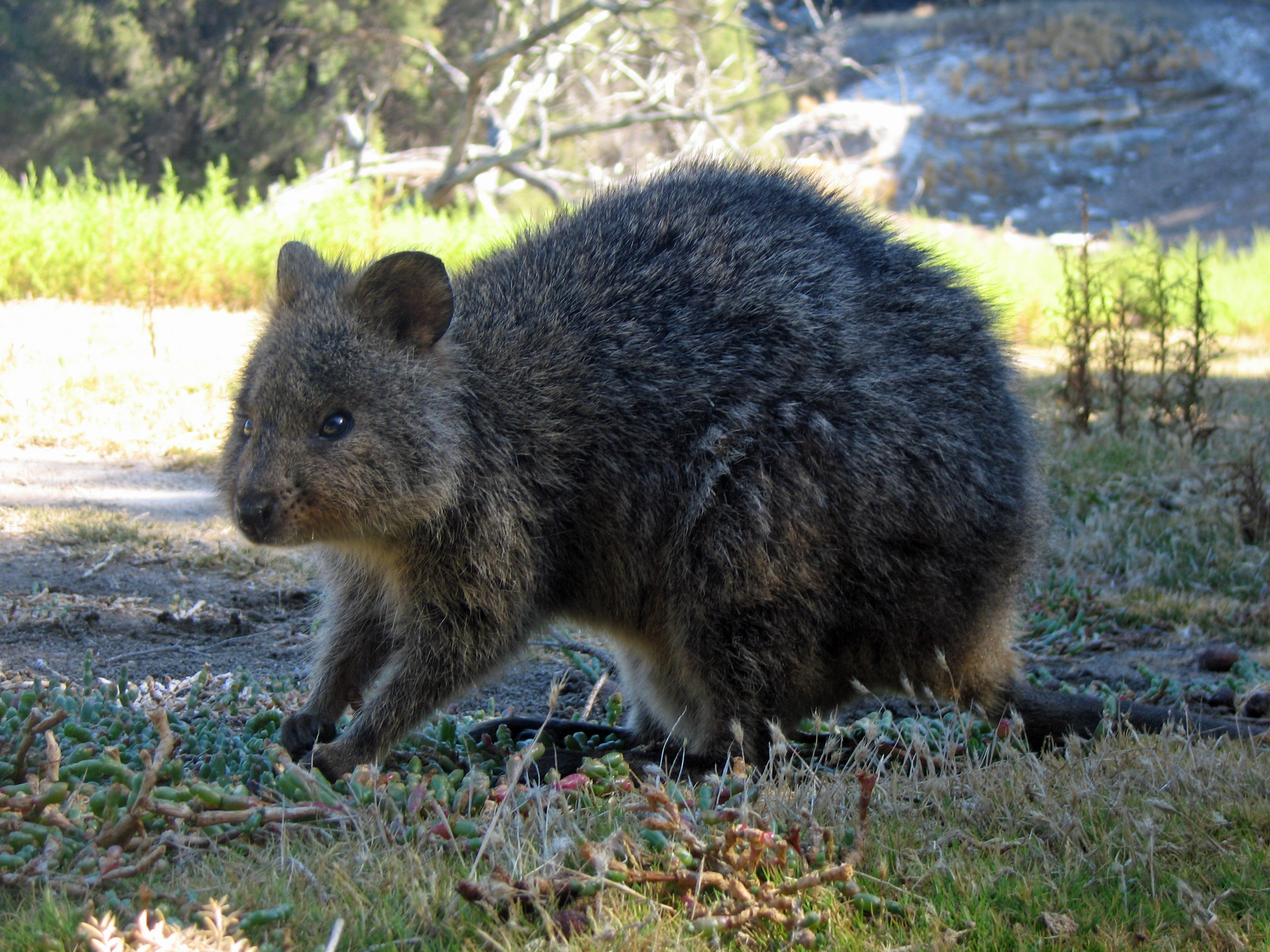
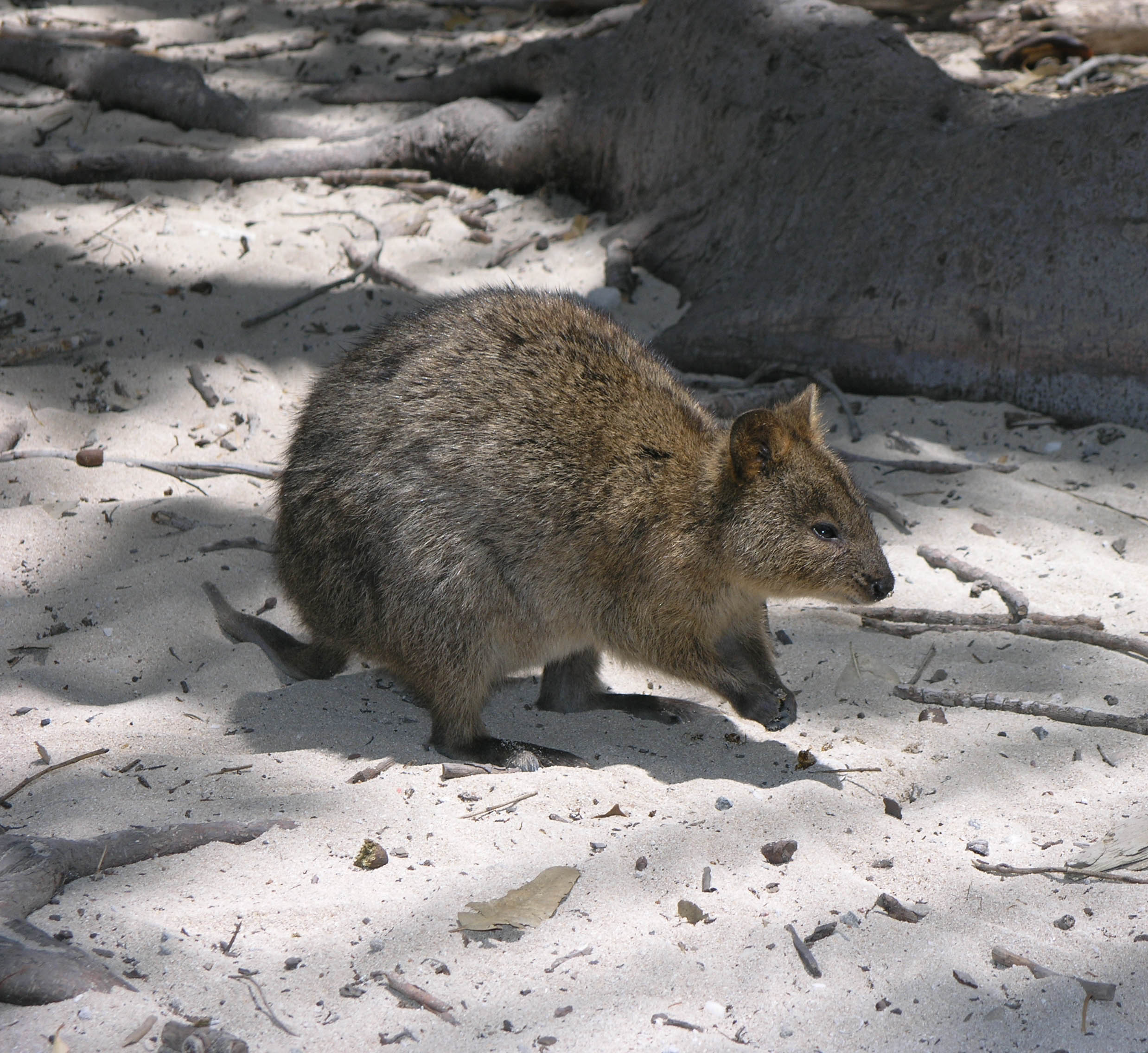